# Profesionales por Madrid-Recupera Madrid
Profesionales por Madrid-Recupera Madrid (Profesionales) es un partido político español constituido, tras no obtener las firmas necesarias para ser agrupación de electores, para concurrir a las elecciones municipales de 2023.
Surgió como escisión de Más Madrid.
Su lista electoral está conformada por profesionales de cada uno de los ámbitos municipales.
El candidato a la alcaldía de la ciudad de Madrid en las elecciones de 2023 fue Luis Cueto, quien fuera Coordinador General de Alcaldía durante el mandato de Manuela Carmena.

## Historia
A principios de 2021, cuatro concejales de Más Madrid en el Ayuntamiento de Madrid se fueron del grupo municipal del partido de izquierda por diferencias con el antiguo partido de la exalcaldesa Manuela Carmena y formalizaron la constitución a finales de agosto de 2021 del primer Grupo Mixto en la historia del Ayuntamiento. Un juzgado anuló la constitución del Grupo Mixto en el Ayuntamiento de Madrid y le condenó a disolverlo, pero la decisión fue recurrida tanto por parte del Ayuntamiento de Madrid como del propio Grupo Mixto. Actualmente no hay sentencia firme, a la espera de dicho recurso.[actualizar]
A finales de ese mismo año, los cuatro concejales del Grupo Mixto Recupera Madrid, apoyaron los presupuestos del gobierno local de PP y Ciudadanos aunque uno de ellos, Felipe Llamas dimitió por desacuerdo con esta medida, pero no hizo peligrar el acuerdo, ya que PP y Cs necesitaban tres votos para sacar adelante los presupuestos. Dicho concejal dejó el acta, quedándose el Grupo Mixto únicamente con tres concejales, con lo que Más Madrid recupera uno.
Ha denunciado a Más Madrid por financiación ilegal. Los concejales 'carmenistas' denunciaron en la Fiscalía a Más Madrid por "falsificación de acta" en la constitución de Más País como partido político.
En septiembre de 2022, Marta Higueras, concejal y portavoz del Grupo Mixto hasta la época, decide no participar en la propuesta de Agrupación de Electores y se mantiene como independiente, conservando su acta de concejala. El Grupo Mixto lo siguen conformando los tres concejales independientes, siendo José Manuel Calvo (Concejal de Desarrollo Urbano con Manuela Carmena) y Luis Cueto (Coordinador General de alcaldía con Manuela Carmena).

## Elecciones municipales de 2023 en Madrid
Profesionales por Madrid-Recupera Madrid se presentó a las municipales de 2023 como partido político al no poder conseguir las 8.000 firmas necesarias para la constitución de una agrupación de electores.

### Lista electoral de 2023
Su lista electoral está conformada por profesionales de cada uno de los ámbitos municipales, siendo Luis Cueto el cabeza de lista.
Esta lista la completan profesionales no adscritos a ningún partido político, especialistas en cada una de las áreas de gobierno:
- Raquel del Río, Candidata a la Concejalía del Calor y Eficiencia Energética
- Iván Álvarez, Candidato a la Concejalía de Deportes
- Lydia Pradera, Candidata a la Concejalía de Salud y Atención Socio- Sanitaria
- Alejandro Inurrieta, Candidato a la Concejalía de Vivienda y Economía
- Annely Matos, Candidata a la Concejalía de Derechos Sociales
- Carlos Manuel Lage, Candidato a la Concejalía del Comercio
- María Dolores Curto, Candidata a la Concejalía de Educación
- Raúl Valera, Candidato a la Concejalía de Seguridad y Emergencias
- Óscar Rodríguez, Candidato a la Concejalía de Simplificación Administrativa
- José Manuel Calvo, Candidato a la Concejalía de Desarrollo Urbano Sostenible
- Maribel Dorado Martín, Candidata a la Concejalía del Mayor
- Vania Bravo, Candidata a la Concejalía de Empleo y Apoyo a las familias
- Olga Sánchez, Candidata a la Concejalía de Turismo

## Resultados electorales
| Elecciones | Escaños | ±           | Posición | Votos | %     | Gobierno           | Líder      | Notas |
| ---------- | ------- | ----------- | -------- | ----- | ----- | ------------------ | ---------- | --- |
| 2019       | 2/57    | Sin cambios |          |       |       | Oposición          |            | En 2019 los integrantes de Recupera Madrid se presentaron por Más Madrid. En 2021, se escindieron de este, pasando a formar Recupera Madrid. |
| 2023       | 0/57    | 2           | 8º       | 6.436 | 0,39% | Extraparlamentario | Luis Cueto | |